# Benjamin Satterley
Benjamin Satterley (Newcastle upon Tyne, 22 augustus 1986) is een Engels professioneel worstelaar die werkzaam is bij All Elite Wrestling (AEW) onder de ringnaam Pac. Hij was vooral bekend van zijn 6-jarige carrière in WWE van 2012 tot 2018 waar hij worstelde onder de ringnaam Neville.
Voordat Satterly voor de WWE worstelde, was hij, onder de ringnaam Pac, vooral actief bij verscheidene kleine, onafhankelijke worstelorganisaties in Groot-Brittannië en Ierland.
Satterley won onder andere het NXT Championship van de WWE. Hij behield deze titel het langst van alle NXT-kampioenen: 287 dagen. Na NXT verscheen Satterley voornamelijk op Raw, waar hij in verschillende kampioenswedstrijden vocht, onder meer tegen de toenmalige WWE-kampioen Seth Rollins. In 2016/2017 maakte hij deel uit van de Cruiserweight division. Hierin won hij het WWE Cruiserweight Championship 2 keer.

## In het worstelen
- Finishers
  - Als Adrian Neville
    - Red Arrow

  - Als Pac / Jungle Pac
    - 630° senton
    - Bridging German suplex
    - Corkscrew 450° splash
    - Flaming Star Press
- Signature moves
  - 450° splash
  - Dragonrana
  - Handspring backflip into a tornado DDT
  - Moonsault into a tornado DDT

## Prestaties
- One Pro Wrestling
  - 1PW Openweight Championship (1 keer)
- 3 Count Wrestling
  - 3CW Heavyweight Championship (1 keer)
  - 3CW North East Championship (1 keer)
- American Wrestling Rampage
  - AWR No Limits Championship (1 keer)
- Dragon Gate
  - Open the Brave Gate Championship (1 keer)
  - Open the Triangle Gate Championship (3 keer: met Masato Yoshino & BxB Hulk (1x), Naoki Tanisaki & Naruki Doi (1x) en Masato Yoshino & Naruki Doi (1x))
  - Open the Twin Gate Championship (1 keer: met Dragon Kid)
- Dragon Gate USA
  - Open the United Gate Championship (1 keer: met Masato Yoshino)
- Frontier Wrestling Alliance
  - FWA Flyweight Championship (1 keer)
- Independent Wrestling Federation
  - IWF Tag Team Championship (1 keer: met Harry Pain)
- NXT Wrestling
  - NXT Championship (1 keer)
  - NXT Tag Team Championship (2 keer: met Oliver Grey (1 keer) en Corey Graves (1 keer))
- World Wrestling Entertainment/WWE
  - WWE Cruiserweight Championship (2 keer)
- Pro Wrestling Guerrilla
  - PWG World Tag Team Championship (1 keer: met Roderick Strong)
  - Dynamite Duumvirate Tag Team Title Tournament (2007) – met Roderick Strong
- SoCal Uncensored
  - Match of the Year (2006) vs. El Generico, 18 november, Pro Wrestling Guerrilla
- westside Xtreme wrestling
  - wXw World Lightweight Championship (2 keer)
- Wrestle Zone Wrestling
  - wZw Zero-G Championship (1 keer)